# Maslovare
Maslovare är en ort i Bosnien och Hercegovina.   Den ligger i entiteten Republika Srpska, i den centrala delen av landet, 100 km nordväst om huvudstaden Sarajevo. Maslovare ligger 401 meter över havet och antalet invånare är 4 899.
Terrängen runt Maslovare är huvudsakligen kuperad. Maslovare ligger nere i en dal. Närmaste större samhälle är Skender Vakuf, 14,5 km sydväst om Maslovare. 
Omgivningarna runt Maslovare är en mosaik av jordbruksmark och naturlig växtlighet. Runt Maslovare är det ganska tätbefolkat, med 67 invånare per kvadratkilometer.